# Cerkiew Wniebowstąpienia Pańskiego w Kruhelu Wielkim

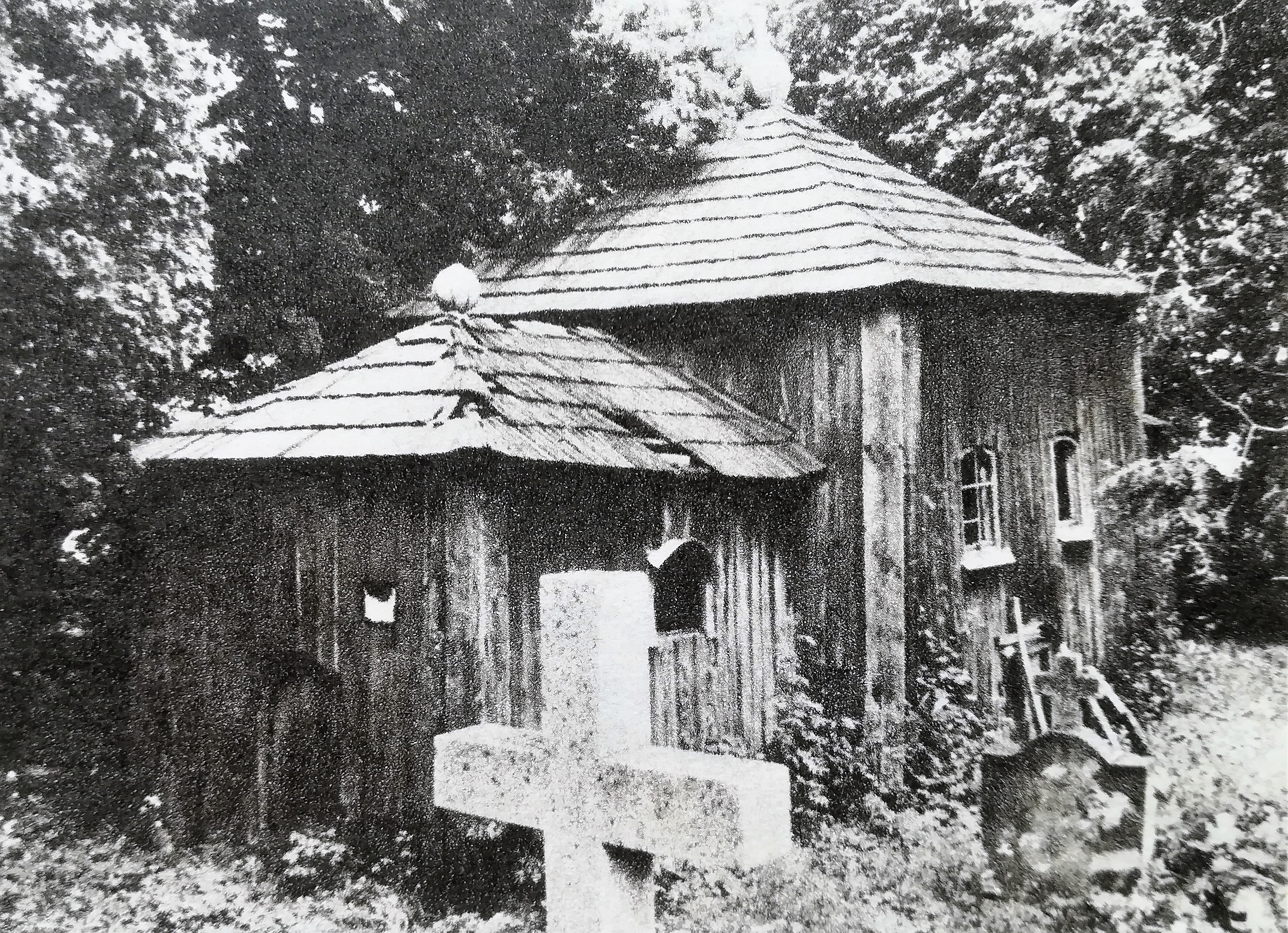
Stan w 1988

Cerkiew Wniebowstąpienia Pańskiego w Kruhelu Wielkim – drewniana greckokatolicka cerkiew, wzniesiona we wsi Kruhel Wielki. Zabytek Szlaku Architektury Drewnianej.

## Historia
Cerkiew w Kruhelu Wielkim jest jedną z najstarszych cerkwi w Polsce. Dokładna data jej budowy nie jest znana, jednakże o jej istnieniu wspomina już dokument z 1630, dotyczący sporu pomiędzy popem a dzierżawcą wsi. Przyjmuje się zatem, że powstała ona w początkach XVII w. Była cerkwią filialną parafii w Prałkowcach. Gruntowną przebudowę przeszła cerkiew w 1884. Podwyższono wtedy ściany wszystkich pomieszczeń, w babińcu i prezbiterium wycięto okna, zlikwidowano przegrodę ikonostasową oraz poszerzono przejście pomiędzy babińcem a nawą. Po 1946 cerkiew nie była użytkowana i niszczała. W 1988 przystąpiono do odrestaurowywania budowli. W 1989 została całkowicie rozebrana, a poszczególne elementy poddawane były konserwacji. Pod koniec lat 90. XX w. została, przy częściowej wymianie budulca, odbudowana. Obecnie świątynia należy do greckokatolickiej parafii archikatedralnej w Przemyślu. Nabożeństwa sprawowane są w niej okazjonalnie, co roku w święto Wniebowstąpienia Pańskiego.

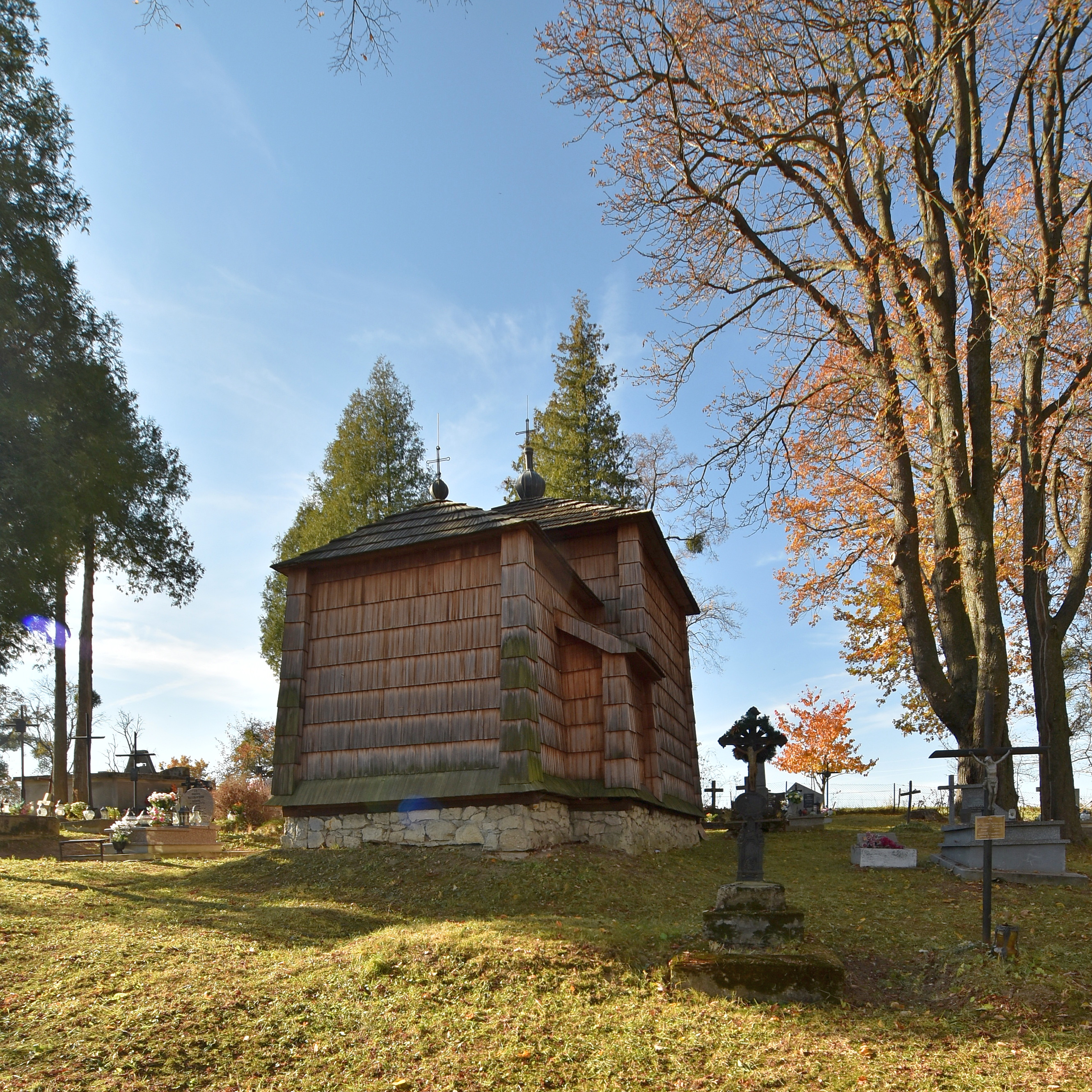
Widok od prezbiterium
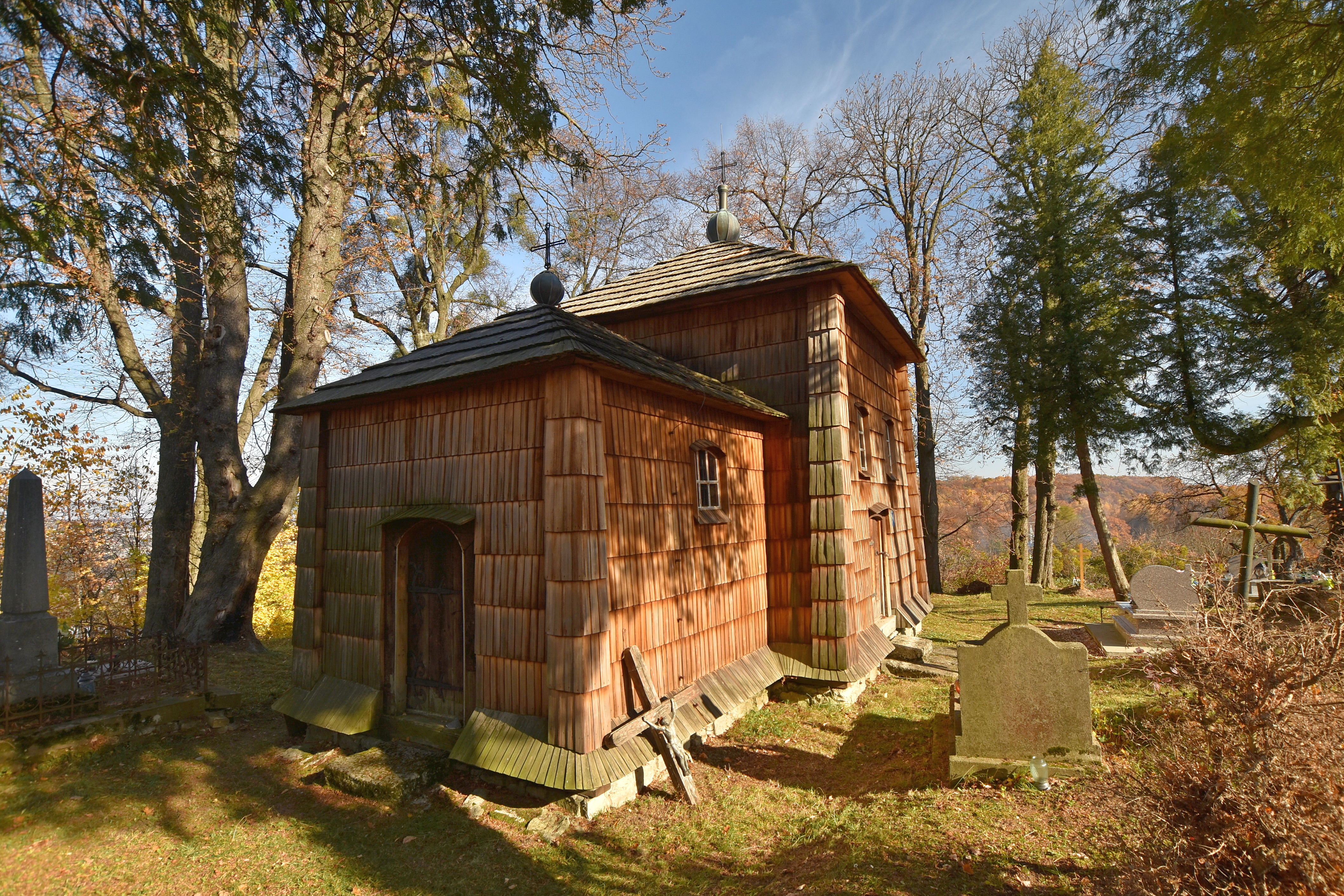
Elewacja frontowa
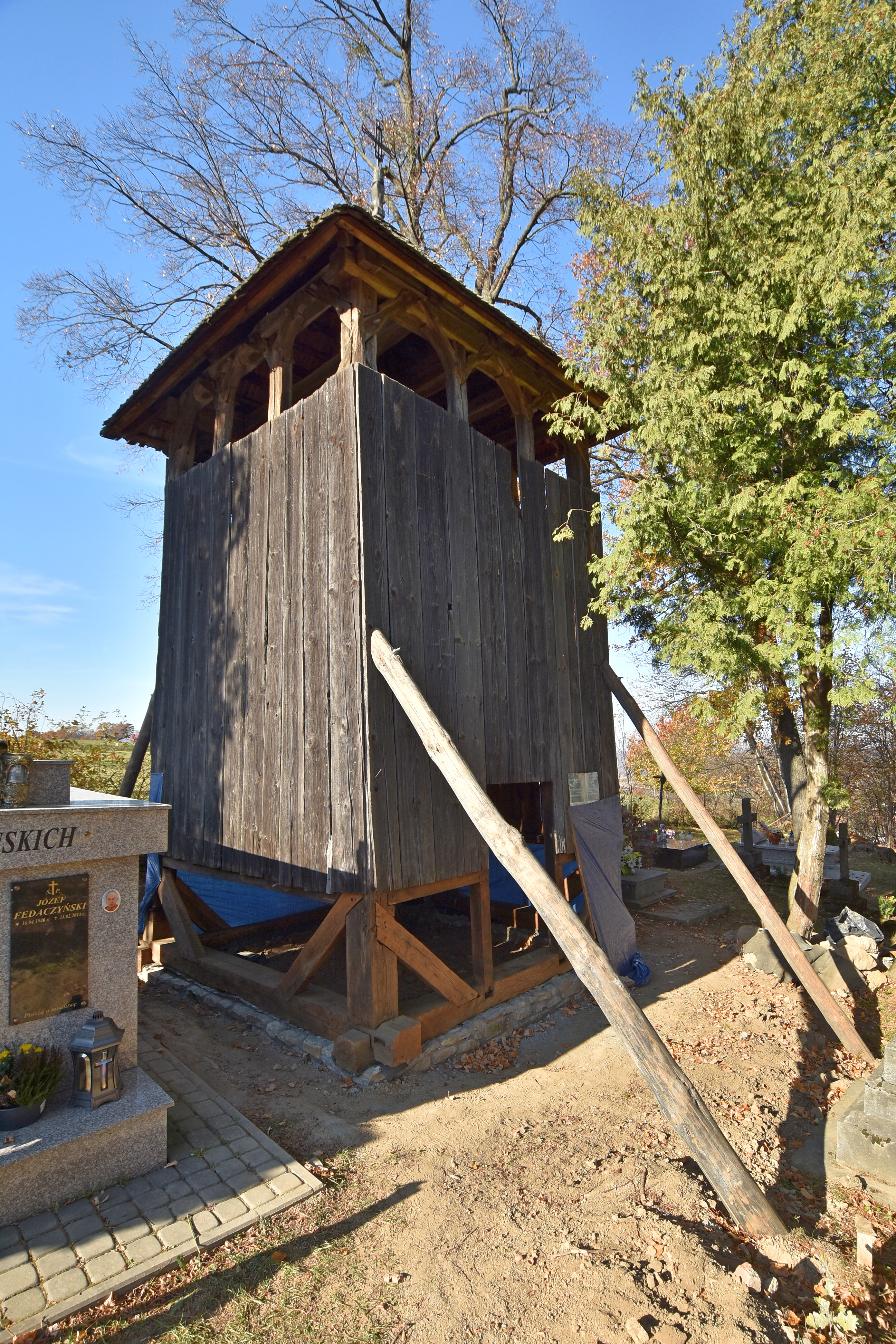
Dzwonnica

## Architektura i wyposażenie
Cerkiew w Kruhelu Wielkim jest świątynią orientowaną, trójdzielną. Wszystkie części zbudowane na planach zbliżonych do kwadratu. Nad prezbiterium i babińcem dachy kalenicowe. Nad nawą dach namiotowy. Do północnej ściany prezbiterium przylega prothesis, co potwierdza stary wiek cerkwi, gdyż w wiekach późniejszych zaprzestano budowy tychże pomieszczeń. Do cerkwi prowadzą dwa wejścia – od zachodu oraz, co jest rzadkością, od południa.
W świątyni nie zachowały się elementy pierwotnego wyposażenia. Część przewieziono do Działu Sztuki Cerkiewnej Muzeum Zamku w Łańcucie. Reszta została skradziona lub uległa zniszczeniu. Na północnej ścianie nawy oraz kopule pozostałości po XIX wiecznej polichromii. W prezbiterium na ścianie zachodniej i w babińcu na ścianie wschodniej widoczne ślady po dawnym sklepieniu, pokazujące jak niska była cerkiew przed przebudową z roku 1884.

## Wokół cerkwi
Przy cerkwi stoi drewniana dzwonnica słupowa z XVIII w. Dookoła cerkwi cmentarz ze współczesnymi nagrobkami.